# Budezonid
A  budezonid egy glukokortikoid szteroid, melyet  asztma, nem fertőzéses rhinitis (szénanatha, allergiák)  és orrpolip kezelésére használnak. Ezen kívül használható gyulladásos bélbetegség kezelésére is.

## Mellékhatások
- orr irritáció
- orrvérzés
- émelygés
- hányinger
- köhögés
- rekedtség
- szájszárazság

## Készítmények
- Budesonid
- Rhinocort
- Symbicort
- Pulmicort
- Budenofalk